# Абутков, Алексей Владимирович
Алексей Владимирович Абутков (Alejo Vladimir Abutcov; 28 февраля [12 марта] 1875, Симбирская губерния, Российская империя — 25 августа 1945, Хенераль Альвеар, Аргентина) — русский и аргентинский композитор и музыкальный педагог.

## Биография
Родился 28 февраля (12 марта) 1875 года в селе Чеботаевка Буинского уезда Симбирской губернии в семье дворян; был одним из 5 сыновей помещика, отставного подпоручика Владимира Николаевича Абуткова. 
После окончания Симбирской гимназии, 25 июня 1892 года поступил в Московский университет и в октябре 1896 года получил на юридическом факультете диплом 2-й степени. После отбытия воинской повинности, в конце 1897 года поступил на службу по ведомству Министерства финансов, в 1899—1903 годах состоял помощником столоначальника в III отделении Департамента окладных сборов. Известно, что в 1901 году губернский секретарь А. В. Абутков проживал в Санкт-Петербурге по адресу: Офицерская улица, д. 37.
В 1907 году окончил Санкт-Петербургскую консерваторию, где занимался у Н. А. Римского-Корсакова и А. К. Глазунова; после краткого пребывания в Берлине, где он изучал оркестровку, был назначен преподавателем фортепиано, гармонии, контрапункта и фуги в Императорской хоровой капелле Санкт-Петербурга. 
После октябрьской революции переехал в Симбирск, где основал Народную консерваторию. Но после установления в Симбирске советской власти 12 ноября 1919 года был арестован по обвинению в антисоветской деятельности, пробыв в тюрьме 5 дней. В 1922 году смог эмигрировать в Болгарию; в Варне он вступил в «Ассоциацию болгарских преподавателей музыки». Оттуда переехал во Францию, откуда с драматическо-музыкальной театральной труппой направился в Латинскую Америку.
В марте 1923 года обосновался в Буэнос-Айресе, где вступил в «Ассоциацию оркестровых педагогов». В сентябре 1924 года приобрёл участок земли в поселке Карменса департамента Хенераль Альвеар (на юге провинции Мендоса).
В качестве руководителя русской оперной и балетной труппы гастролировал в Уругвае и Чили. В 1928 году в городе Хенераль Альвеар организовал консерваторию «Шуберт», где был единственным преподавателем и за 15 лет воспитал около 200 музыкантов. В Аргентине он был известен под именем Алехо (Alejo).
Умер 25 августа 1945 года в Хенераль Альвеар.
Творческое наследие А. В. Абуткова включает в себя около 400 произведений. Он сочинял симфоническую, хоровую, камерную музыку. В настоящее время в Аргентине его музыку пропагандирует мужской вокальный ансамбль «Абутков», которым руководит профессор истории музыки Диего Боскет; 2 июня 2014 года этот ансамбль выступил перед коллективом преподавателей и студентов юридического факультета МГУ.